# В пыли звёзд
«В пыли звëзд» (нем. Im Staub der Sterne) — немецкий художественный фильм в жанре научная фантастика, снятый режиссёром Готтфридом Кольдицем по собственному сценарию в 1976 году на киностудии ДЕФА. Фильм Готтфрида Кольдица, снятый в психоделической форме, изображает упадок капитализма и несет критику империалистического Запада. Яркий пример социального заказа в научно-фантастическом кинематографе восточной Европы 1970-х годов. В фильме наряду с актёрами ГДР, снимались их польские, румынские, чехословацкие и югославские партнëры.

## Сюжет
После получения сигнала бедствия с планеты ТЕМ-4 в шестилетнее космическое путешествие отправляется корабль «Цинро 19/4» с планеты Цинро. После посадки на поверхность обитаемой планеты за ними приезжает странный автобус и отвозит космонавтов на встречу с представителем правящей верхушки планеты. Хозяева планеты отрицают отправку сигнала «SOS» и явно недовольны вторжением непрошенных гостей. Спасателям устраивают торжественное пиршество в компании полуголых женщин и подмешивают в напитки наркотики, после чего космонавты теряют контроль и их мозг подвергают промывке.
К счастью, штурман космического корабля Зуко (Альфред Струве), остававшийся на борту, вскоре обнаруживает, что планета находится на грани классовой войны, так как тури (коренные жители TEM-4) порабощены и работают в подземных шахтах, добывая для угнетателей ценное сырьë. Сигнал о помощи исходил от них. После побега из шахты, штурмана захватывают в плен темианцы у оставленного им исследовательского зонда и пытают. В поисках штурмана командир звездолёта Акала (Яна Брейхова) отправляется на встречу с загадочным Шефом…

## В ролях
- Яна Брейхова — командир корабля Акала
- Леон Немчик — Тоб
- Альфред Штруве — навигатор Зуко
- Эккерхард Шалль — Шеф
- Милан Бели — Ронк
- Сильвия Попович — врач Илич
- Виолета Андрей — энергетик Ролл
- Регина Хайнце
- Михай Мереута
- Штефан Михэилеску-Брэила

За первые 13 недель показа фильм посмотрели около 800 000 зрителей.